# An Daingean
An Daingean lub Daingean Uí Chúis (nieoficjalnie, po angielsku Dingle) – małe miasteczko położone na półwyspie Dingle, na zachodnim wybrzeżu Irlandii w hrabstwie Kerry. Około 50 km na zachód od Tralee i 80 km od Killarney. XIX-wieczna zabudowa.
Znajduje się tam port obsługujący kutry rybackie oraz małe łodzie i jachty. W okolicy znajduje się oceanarium. Neogotycki kościół St. Mary's. 
An Daingean usytuowane jest w Gaeltacht, rejonie irlandzkojęzycznym. W miasteczku znajduje się wiele pubów i restauracji, w których latem można posłuchać irlandzkiej muzyki na żywo. 
Mieszkańcy żyją z rybołówstwa i turystyki. 
Słynne z delfina o imieniu Fungie, który zadomowił się w wodach zatoki Dingle przeszło 25 lat temu. Obecnie stanowi on atrakcję turystyczną; specjalne kutry krążą po zatoce i za opłatą stwarzają przyjezdnym możliwość zobaczenia butlonosa. Zwierzę ma nawet swój pomnik na nadbrzeżu. 
Miasto bliźniacze włoskiej Tolfa i Santa Barbara w Kalifornii.

## Zmiana nazwy
W 2005 irlandzki minister do spraw Gaeltacht, Éamonn Ó Cuív, ogłosił, że zangielszczone nazwy miast obszaru Gaeltacht nie będą już widniały na tablicach drogowych. W wyniku tego podróżujący po Irlandii muszą wypatrywać tablic z nazwą An Daingean zamiast angielskiej Dingle. Zmiana ta wzbudziła wiele kontrowersji, głównie u mieszkańców, którzy obawiali się, że w wyniku tej zmiany turyści będą mieli problemy z dotarciem do miasteczka i spadną obroty z turystyki. Jako argument stawiano też to, że w hrabstwie Offaly istnieje miasteczko o nazwie Daingean. Ministerstwo broniło się, że dublowanie nazw miejscowości jest zjawiskiem powszechnym w każdym kraju i nie prowadzi raczej do żadnych nieporozumień, a w przypadku zachowania dawnej nazwy, Dingle musiałoby stracić status miasta Gaeltacht, a tym samym – dotacje rządowe dla tego rejonu.
Rada hrabstwa Kerry zaaprobowała plebiscyt w sprawie zmiany nazwy na dwujęzyczną: Dingle/Daingean Uí Chúis, który odbył się 20 października 2006. Ogromna większość opowiedziała się za wspomnianą opcją, jednak wynik referendum nie mógł uzyskać mocy prawnej z uwagi na brak odpowiednich regulacji legislacyjnych.
Mieszkańcy regionu rozwiązali problem sobie sami, dopisując na drogowskazach anglojęzyczną nazwę – Dingle.

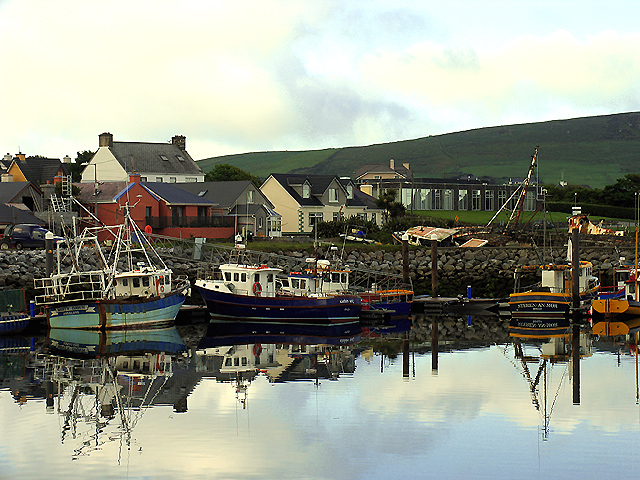
Przystań w Dingle

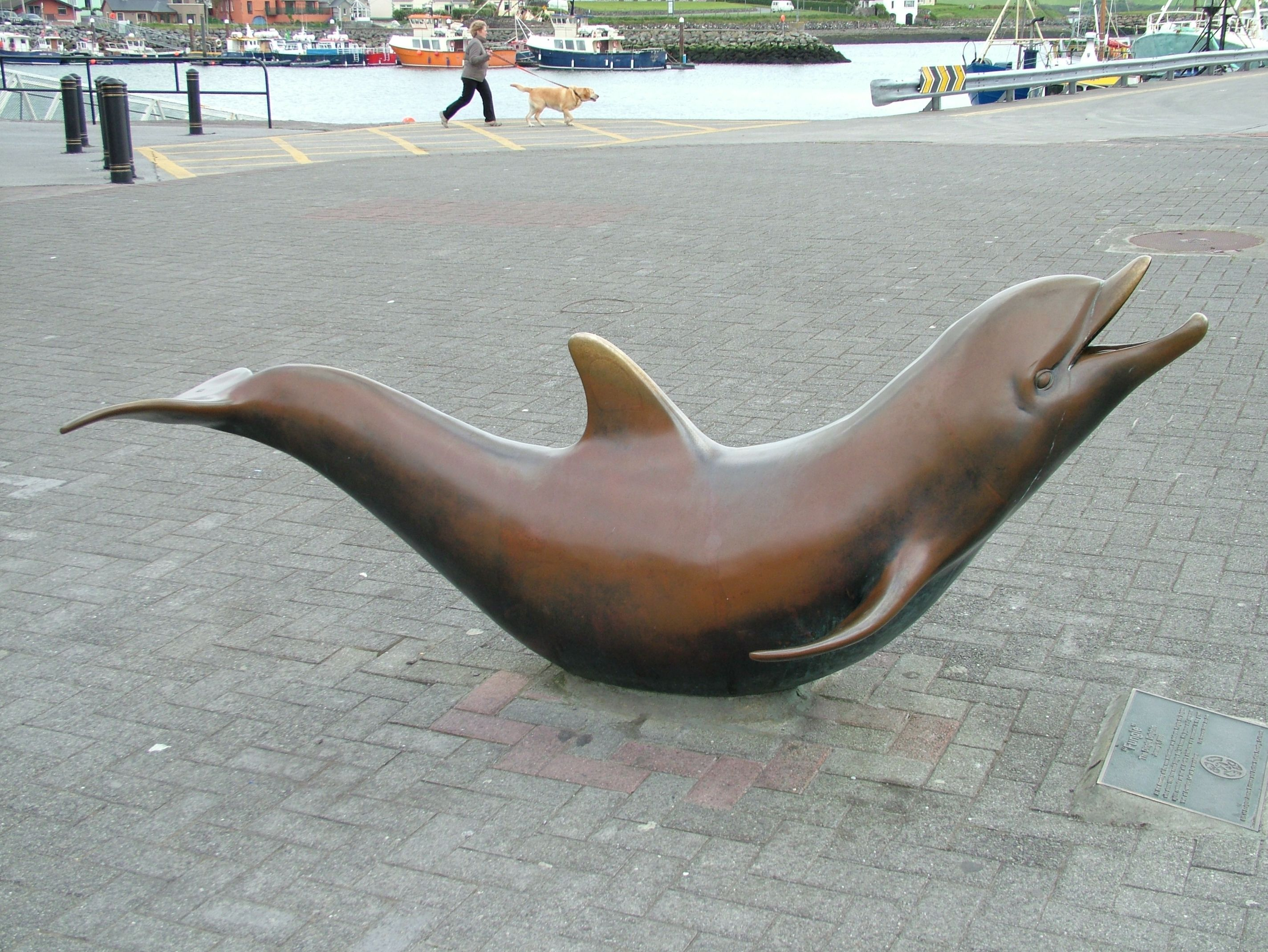
Pomnik Fungie, delfina z Dingle

## Miasta partnerskie
- Santa Barbara, Stany Zjednoczone
- Tolfa, Włochy